# Championnat de Nouvelle-Zélande de football 2020-2021
Navigation
Saison précédente Saison suivante
La saison 2020-2021 du Championnat de Nouvelle-Zélande de football est la 52e édition du championnat de première division en Nouvelle-Zélande et la 17e édition du New Zealand Football Championship. Le NZFC, rebaptisé depuis 2017 ISPS Handa Premiership, du nom de son sponsor, prend cette année le nom de ISPS Handa Men's Premiership (la première division féminine s'intitulant désormais ISPS Handa Women's Premiership).
Le championnat regroupe huit clubs du pays au sein d'une poule unique, où ils s'affrontent deux fois au cours de la saison, à domicile et à l'extérieur. À la fin de la compétition, les quatre premiers du classement disputent la phase finale pour le titre. Le championnat fonctionne avec un système de franchises, comme en Australie ou en Major League Soccer ; il n'y a donc ni promotion, ni relégation en fin de saison. Cependant, l'introduction d'un système de promotion-relégation était prévu à la fin de la présente saison, mais en raison de l'épidémie de Covid-19, il est reporté à l'issue de la saison 2021-2022.
Deux places qualificatives pour la Ligue des champions sont attribuées : une pour le premier du classement à l'issue de la saison régulière et une pour le vainqueur de la finale nationale. Si un club termine en tête du classement puis remporte la finale, c'est le deuxième du classement de la saison régulière qui reçoit son billet pour la Ligue des champions.
Le nombre d'équipes participantes est ramené de dix à huit ; les équipes de Tasman United et Southern United fusionnent avec Canterbury United, pour former une équipe unifiée de l'ile du sud, qui participera sous la bannière de Canterbury United Dragons. La saison régulière passe donc de 18 à 14 journées.
Le calendrier est publié le 12 octobre. La saison régulière débute le 14 novembre et devait se terminer le 28 février, mais les mesures restrictives prises dans la région d'Auckland à la suite de l'épidémie de Covid-19 ont empêché la tenue d'un match de la dernière journée. Ce match (Hawke’s Bay United - Eastern Suburbs) est reporté au 10 mars. La phase finale, qui devait avoir lieu du 6 au 14 mars, est décalée du 13 au 21 mars.
Les deux matchs du All Stars game, prévus initialement le 17 mars, sont annulés, aucune autre date ne pouvant être dégagée à la suite du report du calendrier du championnat.

## Clubs participants
| Équipe                  | Ville             | Stade                    | Capacité | Entraineur                       |
| ----------------------- | ----------------- | ------------------------ | -------- | -------------------------------- |
| Auckland City FC        | Auckland          | Kiwitea Street           | 3 250    | Jose Figuiera                    |
| Canterbury United       | Christchurch      | English Park             | 9 000    | Lee Padmore                      |
| Eastern Suburbs         | Panmure, Auckland | Madills Farm             |          | Tony Readings                    |
| Hamilton Wanderers      | Hamilton          | Porritt Stadium          | 5 000    | Ricki Herbert                    |
| Hawke's Bay United      | Napier            | Bluewater Stadium        | 5 000    | Chris Greatholder Bill Robertson |
| Team Wellington         | Wellington        | David Farrington Park    | 1 500    | Scott Hales                      |
| Waitakere United        | Waitakere         | Seddon Fields (Auckland) |          | Paul Hobson                      |
| Wellington Phoenix rés. | Wellington        | Fraser Park (Lower Hutt) |          | Paul Temple                      |

## Compétition

### Première phase

#### Classement
Le barème utilisé pour établir le classement est le suivant :
- Victoire : 3 points
- Match nul : 1 point
- Défaite : 0 point

En cas d'égalité, les résultats des confrontations directes sont pris en compte avant la différence de buts.
| Rang | Équipe                  | Pts | J  | G | N | P | Bp | Bc | Diff |
| ---- | ----------------------- | --- | -- | - | - | - | -- | -- | ---- |
| 1    | Auckland CityT          | 28  | 14 | 8 | 4 | 2 | 27 | 13 | +14  |
| 2    | Team Wellington         | 26  | 14 | 7 | 5 | 2 | 35 | 21 | +14  |
| 3    | Hamilton Wanderers      | 20  | 14 | 5 | 5 | 4 | 23 | 21 | +2   |
| 4    | Eastern Suburbs         | 19  | 14 | 5 | 4 | 5 | 25 | 23 | +2   |
| 5    | Waitakere United        | 18  | 14 | 4 | 6 | 4 | 28 | 26 | +2   |
| 6    | Canterbury United       | 18  | 14 | 5 | 3 | 6 | 21 | 24 | -3   |
| 7    | Hawke's Bay United      | 13  | 14 | 4 | 1 | 9 | 17 | 29 | -12  |
| 8    | Wellington Phoenix rés. | 10  | 14 | 2 | 4 | 8 | 18 | 37 | -19  |

|  | Qualification pour la phase finale et la Ligue des champions de l'OFC 2021 |
|  | Qualification pour la phase finale                                         |
|  | T : Tenant du titre                                                        |

#### Résultats
| Résultats (▼dom., ►ext.) | AC  | CU  | ES  | HW  | HBU | TW  | WU  | WPR |
| Auckland City            |     | 2-0 | 1-0 | 2-1 | 2-1 | 3-1 | 2-1 | 4-1 |
| Canterbury United        | 1-0 |     | 1-0 | 2-3 | 2-1 | 0-2 | 0-4 | 5-1 |
| Eastern Suburbs          | 1-1 | 3-1 |     | 1-1 | 1-2 | 1-1 | 2-2 | 8-0 |
| Hamilton Wanderers       | 2-0 | 1-1 | 1-2 |     | 1-4 | 1-1 | 3-2 | 1-1 |
| Hawke's Bay United       | 0-4 | 0-3 | 1-2 | 0-3 |     | 2-2 | 2-0 | 3-2 |
| Team Wellington          | 2-2 | 3-1 | 7-0 | 3-2 | 2-1 |     | 3-4 | 5-2 |
| Waitakere United         | 0-3 | 3-3 | 4-0 | 1-1 | 2-0 | 2-2 |     | 1-4 |
| Wellington Phoenix rés.  | 1-1 | 1-1 | 0-4 | 1-2 | 3-0 | 0-1 | 1-1 |     |

### Phase finale
|  | Demi-finales           | Demi-finales           | Demi-finales  | Demi-finales  |                 |                 | Finale       | Finale       | Finale       | Finale       |
|  |                        |                        |               |               |                 |                 |              |              |              |              |
|  | 13 mars 2021           | 13 mars 2021           | 13 mars 2021  | 13 mars 2021  |                 |                 | 21 mars 2021 | 21 mars 2021 | 21 mars 2021 | 21 mars 2021 |
|  | (2) Team Wellington    | (2) Team Wellington    | 4             | 4             |                 |                 | 21 mars 2021 | 21 mars 2021 | 21 mars 2021 | 21 mars 2021 |
|  | (2) Team Wellington    | (2) Team Wellington    | 4             | 4             |                 |                 | 21 mars 2021 | 21 mars 2021 | 21 mars 2021 | 21 mars 2021 |
|  | (3) Hamilton Wanderers | (3) Hamilton Wanderers | 1             | 1             |                 |                 | 21 mars 2021 | 21 mars 2021 | 21 mars 2021 | 21 mars 2021 |
|  | (3) Hamilton Wanderers | (3) Hamilton Wanderers | 1             | 1             | Team Wellington | Team Wellington | 4            | 4            |              |              |
|  | 14 mars 2021           |                        |               |               | Team Wellington | Team Wellington | 4            | 4            |              |              |
|  |                        |                        | Auckland City | Auckland City | 2               | 2               |              |              |              |              |
|  | (1) Auckland City      | (1) Auckland City      | Auckland City | Auckland City | 2               | 2               | 2            | 2            |              |              |
|  | (1) Auckland City      | (1) Auckland City      |               |               |                 |                 |              | 2            |              |              |
|  | (4) Eastern Suburbs    | (4) Eastern Suburbs    | 1             | 1             |                 |                 |              |              |              |              |
|  | (4) Eastern Suburbs    | (4) Eastern Suburbs    | 1             | 1             |                 |                 |              |              |              |              |

#### Demi-finales
| 13 mars 2021       | Team Wellington                      | 4 - 1 | Hamilton Wanderers | David Farrington Park, Wellington |                         |
| 14:00 heure locale | Watson 12e 36e 70e · Mason-Smith 51e | (2-0) | Semmy 60e          | Arbitrage : Calvin Berg           | Arbitrage : Calvin Berg |

| 14 mars 2021       | Auckland City                | 2 - 1 | Eastern Suburbs | Kiwitea Street, Auckland |                          |
| 14:00 heure locale | Manickum 5e · Gray 51e (csc) | (1-0) | Feutz 74e       | Arbitrage : Nick Waldron | Arbitrage : Nick Waldron |

#### Finale
| 21 mars 2021       | Team Wellington                          | 4 - 2 | Auckland City                  | North Harbour Stadium, Auckland                |                                                |
| 15:10 heure locale | Bevin 15e 69e · Sinclair 31e · Whyte 55e | (2-2) | Tade 35e (pen.) · Manickum 42e | Spectateurs : 1 587 Arbitrage : Matthew Conger | Spectateurs : 1 587 Arbitrage : Matthew Conger |

## Bilan de la saison
| Championnat de Nouvelle-Zélande de football 2020-2021 |                            |
| Champion                                              | Team Wellington (3e titre) |
| Qualifications continentales                          |                            |
| Ligue des champions de l'OFC 2022Note                 | Team Wellington            |
| Ligue des champions de l'OFC 2022Note                 | Auckland City              |

Note Les modifications décidées par la fédération néo-zélandaise (saison désormais alignée sur l'année civile, avec une saison 2021 succédant à l'édition 2020-21, et passage à une compétition de clubs entrainant notamment la disparition de la franchise "Team Wellington") peuvent remettre en question les qualifications mentionnées ci-contre.